# Irakli Tsirekidze
Irakli Tsirekidze (Georgisch: ირაკლი ცირეკიძე; Tkiboeli, 3 mei 1982) is een voormalig judoka uit Georgië, die zijn vaderland vertegenwoordigde bij de Olympische Spelen van 2008 (Peking). Daar won hij de gouden medaille in de klasse tot 90 kilogram door in de finale af te rekenen met de Algerijn Amar Benikhlef. Een jaar eerder had hij de wereldtitel gewonnen in dezelfde gewichtsklasse.

## Erelijst

### Olympische Spelen
- – 2008 Peking, China (– 90 kg)

### Wereldkampioenschappen
- – 2007 Rio de Janeiro, Brazilië (– 90 kg)
- – 2011 Parijs, Frankrijk (– 100 kg)

### Europese kampioenschappen
- – 2007 Belgrado, Servië (– 90 kg)
- – 2008 Lissabon, Portugal (– 90 kg)
- – 2011 Istanboel, Turkije (– 100 kg)

1964: Isao Okano ·
1972: Shinobu Sekine ·
1976: Isamu Sonoda ·
1980: Jürg Röthlisberger ·
1984: Peter Seisenbacher ·
1988: Peter Seisenbacher ·
1992: Waldemar Legień ·
1996: Jeon Ki-Young ·
2000: Mark Huizinga ·
2004: Zoerab Zviadaoeri ·
2008: Irakli Tsirekidze · 
2012: Song Dae-nam · 
2016: Mashu Baker · 
2020: Lasja Bekaoeri · 
2024: Lasja Bekaoeri